# Coupe de l'EHF masculine 1995-1996
Navigation
Coupe de l'EHF 1994-1995 Coupe de l'EHF 1996-1997
La Coupe de l'EHF 1995-1996 est la 15e édition de la Coupe de l'EHF masculine.
Organisée par la Fédération européenne de handball (EHF), la compétition est ouverte à 35 clubs de handball d'associations membres de l'EHF. Ces clubs sont qualifiés en fonction de leurs résultats dans leur pays d'origine lors de la saison 1994-1995.
Elle est remportée par le club espagnol du BM Granollers qui conserve son titre au détriment du club ukrainien du Chakhtar Donetsk,.

## Résultats

### Premier tour
| Équipe 1         | Score   | Équipe 2     | Aller | Retour |
| ---------------- | ------- | ------------ | ----- | ------ |
| RK Vardar Skopje | 59 – 50 | HK Choumen   | 30-26 | 29-24  |
| HBC Ness-Ziona   | 52 – 62 | RK Vrbas     | 31-33 | 21-29  |
| Tauras Šiauliai  | forfait | Araks Erevan | /     | /      |

### Seizièmes de finale
| Équipe 1                | Score   | Équipe 2               | Aller | Retour |
| ----------------------- | ------- | ---------------------- | ----- | ------ |
| BM Granollers           | 47 – 26 | Śląsk Wrocław          | 25-10 | 22-16  |
| GAS Arhelaos Katerini   | 69 – 53 | HC Mamuli Tbilissi     | 35-27 | 34-26  |
| SD Teucro               | 51 – 51 | Elektromos Budapest    | 27-25 | 24-26  |
| IF Guif Eskilstuna      | 58 – 58 | Os Belenenses Lisbonne | 31-28 | 27-30  |
| SG Flensburg-Handewitt  | 59 – 36 | SKA Minsk              | 27-19 | 32-17  |
| US d'Ivry               | 47 – 50 | Kolding IF             | 23-24 | 24-26  |
| Uni Petrolul Craiova    | 43 – 46 | ASKİ SK Ankara         | 29-19 | 14-27  |
| Kadetten Schaffhausen   | 46 – 40 | HC Herstal Lège        | 25-18 | 21-22  |
| SPE Strovolos Nicosie   | 48 – 57 | HT Tatran Prešov       | 24-29 | 24-28  |
| Primorske Jadran Kozina | 41 – 48 | SC Merano              | 22-20 | 19-28  |
| Remus Bärnbach/Köflach  | 43 – 43 | Red Boys Differdange   | 22-22 | 21-21  |
| RK Zadar                | 64 – 55 | RK Vardar Skopje       | 33-24 | 31-31  |
| RK Vrbas                | 56 – 51 | Elverum IL             | 30-26 | 26-25  |
| Dinamo Astrakhan        | 58 – 27 | AHF Arnhem             | 25-11 | 33-16  |
| Gumárny Zubří           | 50 – 38 | Vikingur Reykjavik     | 23-16 | 27-22  |
| Chakhtar Donetsk        | 57 – 32 | Tauras Šiauliai        | 33-11 | 24-21  |

### Huitièmes de finale
| Équipe 1               | Score   | Équipe 2               | Aller | Retour |
| ---------------------- | ------- | ---------------------- | ----- | ------ |
| BM Granollers          | 74 – 34 | GAS Arhelaos Katerini  | 39-17 | 35-17  |
| Os Belenenses Lisbonne | 40 – 54 | Elektromos Budapest    | 19-27 | 21-27  |
| Kolding IF             | 42 – 51 | SG Flensburg-Handewitt | 19-26 | 23-25  |
| Kadetten Schaffhausen  | 55 – 56 | ASKİ SK Ankara         | 32-25 | 23-31  |
| SC Merano              | 48 – 43 | HT Tatran Prešov       | 25-23 | 23-20  |
| RK Zadar               | 64 – 45 | Red Boys Differdange   | 31-19 | 33-26  |
| RK Vrbas               | 40 – 44 | Dinamo Astrakhan       | 21-12 | 19-32  |
| Gumárny Zubří          | 35 – 51 | Chakhtar Donetsk       | 22-18 | 13-33  |

### Quarts de finale
| Équipe 1               | Score   | Équipe 2         | Aller | Retour |
| ---------------------- | ------- | ---------------- | ----- | ------ |
| Elektromos Budapest    | 41 – 43 | BM Granollers    | 21-17 | 20-26  |
| SG Flensburg-Handewitt | 68 – 39 | ASKİ SK Ankara   | 40-17 | 28-22  |
| RK Zadar               | 49 – 44 | SC Merano        | 28-20 | 21-24  |
| Dinamo Astrakhan       | 38 – 42 | Chakhtar Donetsk | 19-21 | 19-21  |

### Demi-finales
| Équipe 1               | Score   | Équipe 2      | Aller | Retour |
| ---------------------- | ------- | ------------- | ----- | ------ |
| SG Flensburg-Handewitt | 44 – 47 | BM Granollers | 27-22 | 17-25  |
| Chakhtar Donetsk       | 46 – 34 | RK Zadar      | 29-14 | 17-20  |

### Finale
| Équipe 1      | Score   | Équipe 2         | Aller | Retour |
| ------------- | ------- | ---------------- | ----- | ------ |
| BM Granollers | 56 – 45 | Chakhtar Donetsk | 28-18 | 28-27  |

## Les champions d'Europe
| Vainqueur de la Coupe de l'EHF 1995-1996 BM Granollers 2e titre |

L'effectif du BM Granollers était :
| Gardiens de but - Xavier Pérez - Vicente Álamo Ailiers - Julián Iglesias - Carlos Viver (en) - Albert Folguera - Joan Morera | Pivots - Jaime García - Agustí Cabañas Demi-centres - Álex Viaña - Joaquín Soler - José María Paré | Arrières - Viatcheslav Atavine - Antonio Ugalde (es) - Zoran Mikulić - Pelayo Alonso - Sergi Ferrer Entraîneur - Manuel Montoya |